# Музей музыкальных автоматов
Национальный музей музыкальных автоматов открылся в Утрехте в 1956 году. В его коллекции находятся разнообразные музыкальные автоматы, большинство из которых до сих пор работоспособно. Среди прочих, на экспозиции представлены музыкальные шкатулки, музыкальные часы, куранты, механические орга́ны, шарманки.
На 50-летие музея в нём была открыта специальная выставка, на которой были собраны музыкальные автоматы, специально присланные такими музеями, как Эрмитаж, Лувр, музей Метрополитен и венский музей истории искусств.